# Collegiata di Santa Maria Maggiore (Alatri)
La collegiata di Santa Maria Maggiore si trova ad Alatri (FR) nella piazza omonima del centro cittadino.
Fu costruita nel V secolo, sulle rovine di un tempio dedicato alla dea Venere, ed era originariamente dedicata alla Vergine e al Salvatore. È citata per la prima volta nel 1137. In epoca romanica venne ampliata più volte, ma nel XIII secolo fu sottoposta, per opera di maestranze borgognone, ad una radicale trasformazione che le ha conferito le linee romanico-gotiche oggi visibili.

## L'esterno

Il rosone

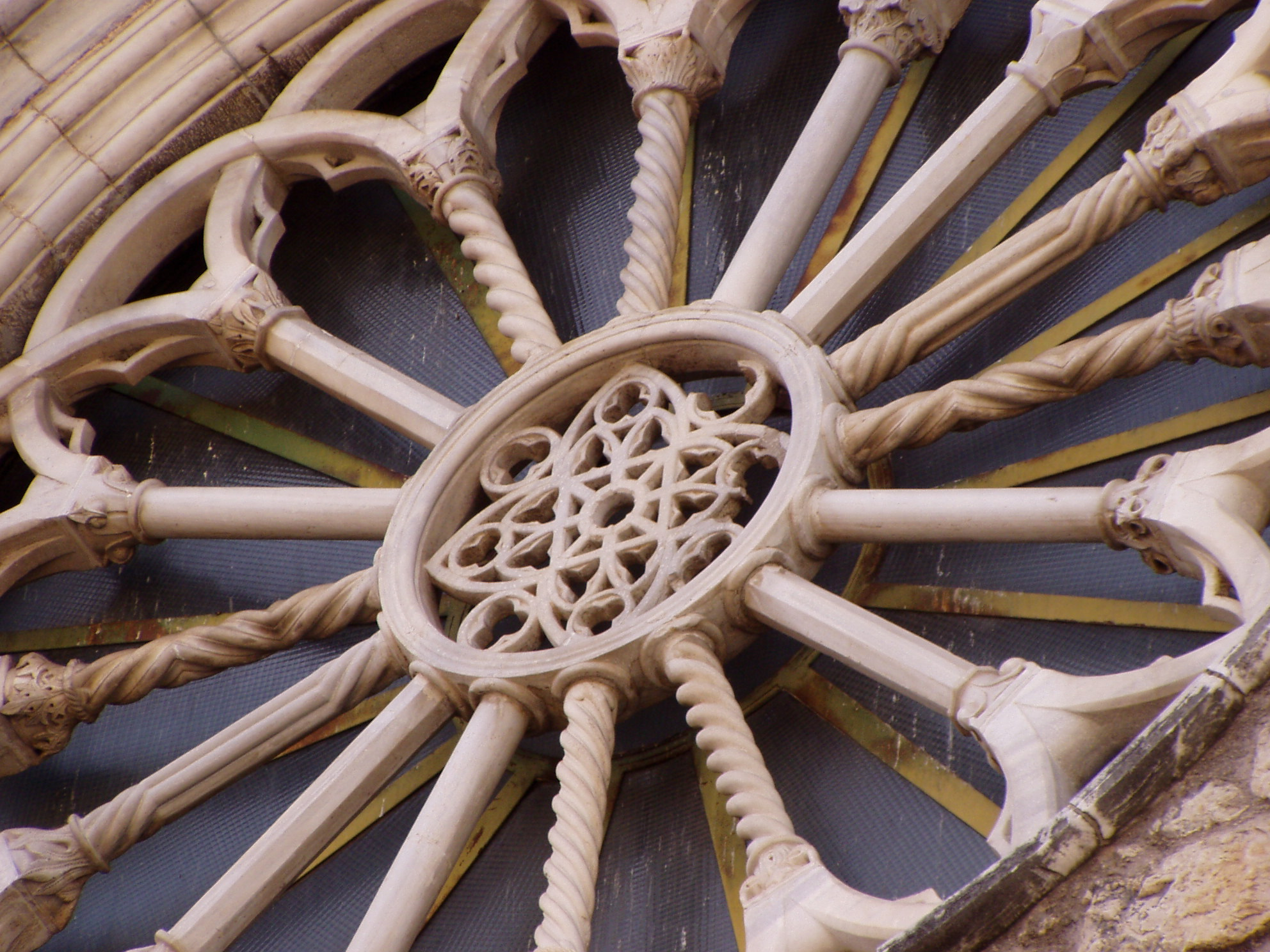
Il motivo del rosone della collegiata riprodotto nel rosone della chiesa di San Francesco.

L'esterno della chiesa si caratterizza per una facciata a capanna, risalente al XIV secolo, che presenta tre portali decorati da lunette affrescate: quella del grande portale centrale, protetta da una forte strombatura, reca una Madonna col Bambino del tardo Trecento; quelle laterali sono ormai cancellate, come gli affreschi posti fra le porte, un San Cristoforo e un'Annunciazione, originariamente protetti da un portico sorretto sul davanti da quattro colonne che fu abbattuto nella seconda metà dell'Ottocento.
Immediatamente al di sopra del portale centrale si apre il magnifico rosone: la partizione quadrilatera degli elementi e l'utilizzo del motivo trilobo rendono il suo disegno molto simile a raffigurazioni di rosoni riportate nel Livre de Portraiture di Villard de Honnecourt, 1235 ca (conservato a Parigi, Bibliothèque nationale); disegno, fra l'altro, che è fedelmente riproposto in scala al centro del rosone della vicina chiesa di San Francesco. Sopra il rosone, nella parte più alta della cuspide, una nicchia ad arco trilobo contenente una statua del Battista, copia moderna di una più antica che crollò per un terremoto nel 1654.

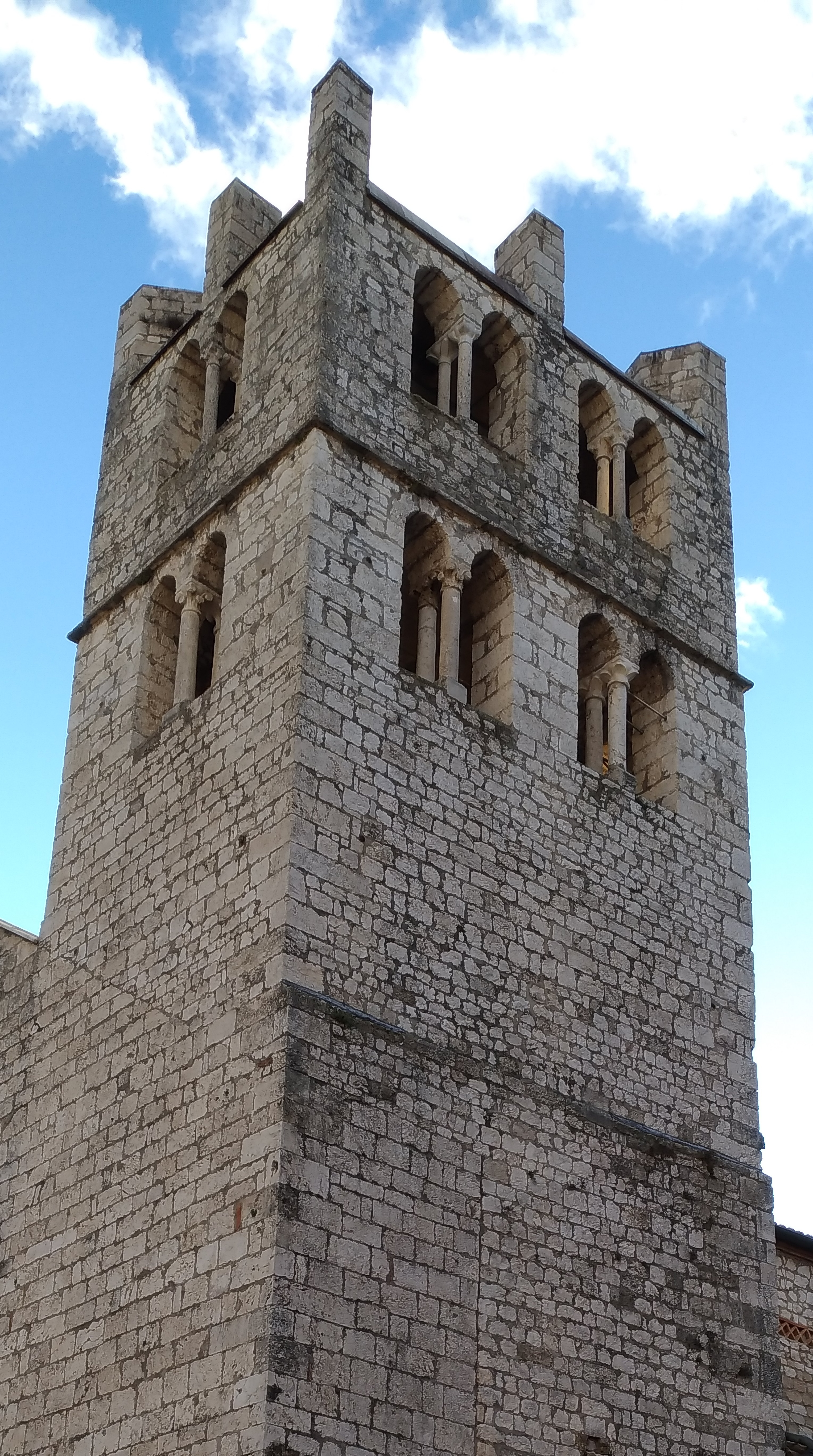
Il campanile

Il campanile fu aggiunto nel 1394, come documenta una lapide con lo stemma di Bonifacio IX (il riferimento al papa, cioè le chiavi di san Pietro, è separato dallo stemma). Era protetto da una copertura a cuspide fino al 1654, quando il già citato terremoto la distrusse. Il campanile si caratterizza per un doppio ordine di bifore con colonnine binate e capitelli diversi per ogni bifora e presenta sulla cima degli speroni a mo' di merlatura, frutto del dimezzamento a cui fu soggetto nel 1739 per pericolo di crollo e del restauro del 1938-39.
Il lato nord della chiesa è scandito da cinque contrafforti in pietra alternati con monofore e, alla base del campanile, un archivolto la cui lunetta è affrescata con una Madonna con Bambino della fine del XV secolo.

## L'interno

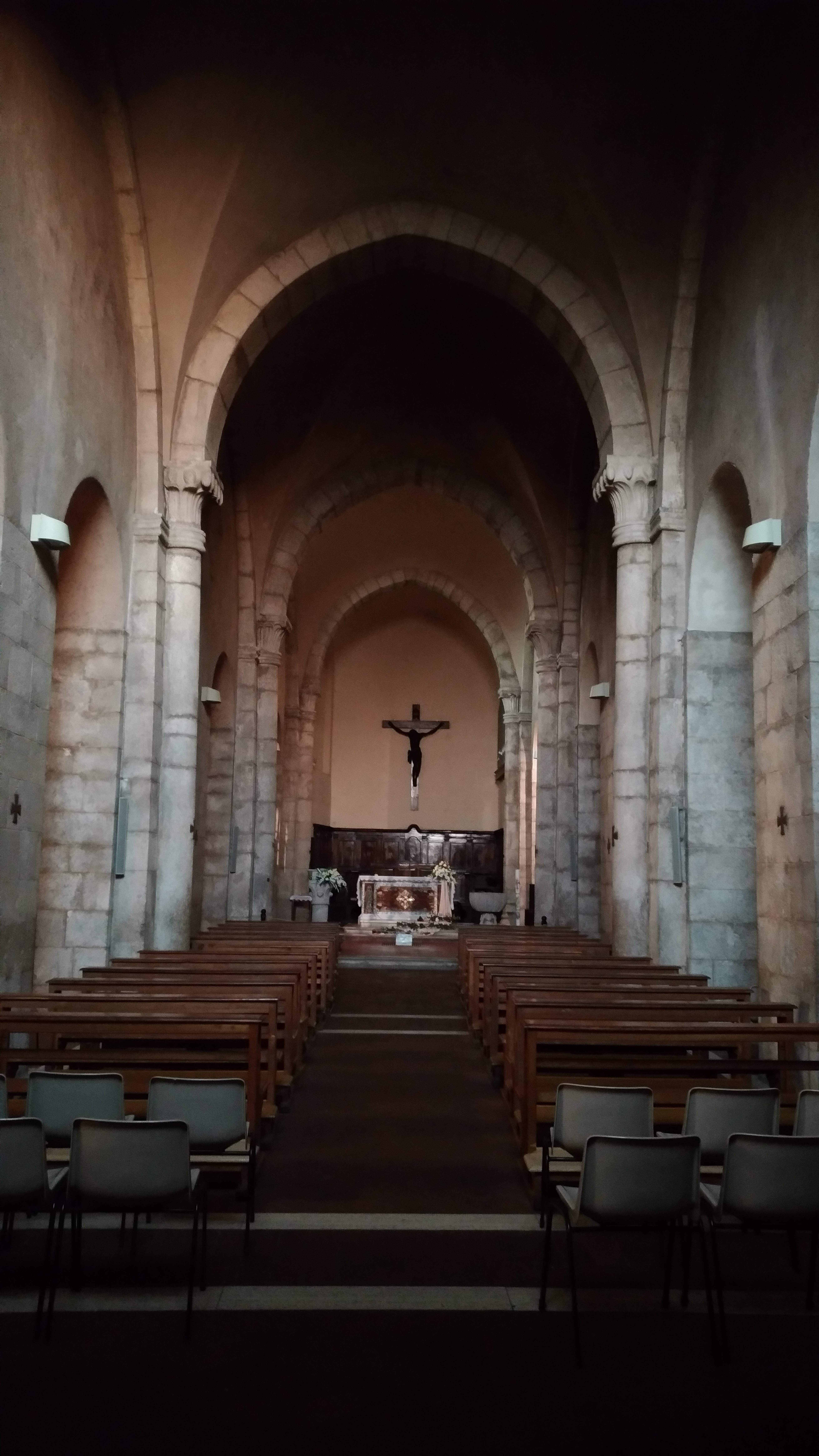
La navata centrale

L'interno è sobrio ed essenziale ed è ripartito in tre navate. L'endonartece che accoglie il visitatore e precede la scansione in navate è dovuto allo spostamento in avanti della facciata a seguito dei rifacimenti del XIV secolo. 
La navata centrale, terminante con una profonda abside quadrangolare, è scandita da massicci pilastri compositi alternati ad altri più semplici su cui poggiano arcate a tutto sesto; interessanti i capitelli a calice con fregi floreali.
Le navate laterali sono di differenti dimensioni: quella destra, più stretta, è ripartita in sei campate e termina con una piccola abside il cui catino è rivestito da un mosaico dorato. La navata sinistra, di maggiore ampiezza, ha quattro navate asimmetriche e si conclude con la grande cappella dedicata alla Madonna della Libera; dalla navata di sinistra si accede ad una serie di cappelle, che sono un'aggiunta operata nel XVII secolo e ospitano molte delle opere d'arte presenti nella chiesa: degni di particolare menzione il gruppo ligneo della Madonna di Costantinopoli (XIII secolo), il Trittico del Redentore di Antonio da Alatri, proveniente dal patrimonio delle Gallerie Nazionali d'Arte Antica, la Vergine col Bambino e san Salvatore (prima metà del XV secolo) e il fonte battesimale del XIII secolo.

### La Madonna di Costantinopoli
Questa scultura lignea policroma, completata da un grande polittico istoriato,restaurata nel 2019, è custodita nella prima cappella della navata sinistra,  certamente l'opera più preziosa conservata nel luogo sacro. È stata realizzata da un anonimo artista laziale tra il XII e il XIII secolo e, pur condizionata dagli influssi dell'arte bizantina, si distingue per un grande plasticismo. La Vergine appare solenne e severa nella sua immobilità, e regge nella mano sinistra un uovo, simbolo della vita e della resurrezione; il rotolo della Legge nella mano sinistra del Bambino evoca l'autorità divina.
Il polittico è costituito dai due pannelli laterali, originariamente posti a proteggere la nicchia entro la quale era esposta la statua, che recano dodici scene raffiguranti episodi della vita del Cristo e della Vergine, scolpite a bassorilievo: Annunciazione, Visitazione, Natività, Annuncio ai pastori, Storia dei Magi (tre pannelli), Presentazione al Tempio, Battesimo di Cristo, Fuga in Egitto, Strage degli Innocenti, Dormitio Virginis.

### Il Trittico del Redentore

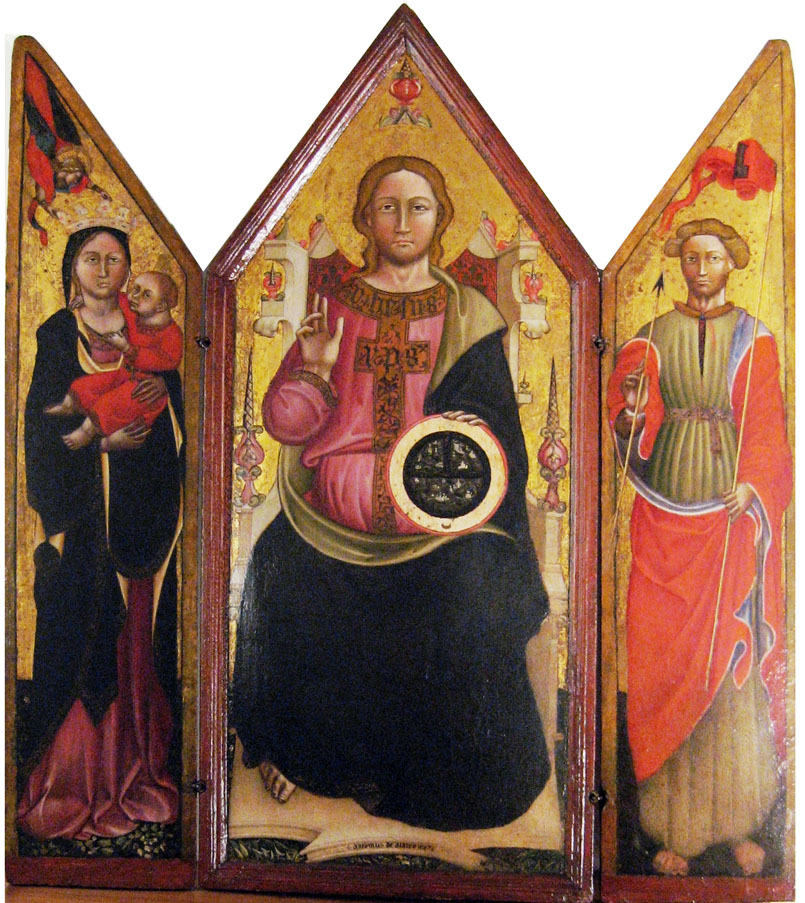
Trittico del Redentore, tempera su tavola, opera di Antonio da Alatri.

È un'opera di Antonio da Alatri, l'unica firmata, dipinta nella prima metà del XV secolo con accenno all'arte tardogotica tipica dello stile di Gentile da Fabriano, e collocata nella prima cappella: il trittico è costituito da tre tavole di cui quella centrale raffigura il Salvator Mundi o Cristo benedicente, le due laterali la Vergine con il Bambino e San Sebastiano. Le tre tavole sono incernierate in modo che le due laterali possono chiudersi su quella centrale.
Va aggiunto che, dall'importanza data nell'opera lignea alla figura di San Sebastiano, si può immaginare quanto esso possa essere stato venerato nella città prima dell'arrivo delle spoglie di San Sisto I e gli accadimenti prodigiosi verificatisi dopo tale venuta.

### Il fonte battesimale
Il fonte battesimale, posto a destra del presbiterio, è di particolare interesse. La vasca è sorretta da tre telamoni in differenti posizioni: costituivano originariamente la base di una colonna-candelabro utilizzata per sostenere il cero pasquale.

### La Madonna della Libera

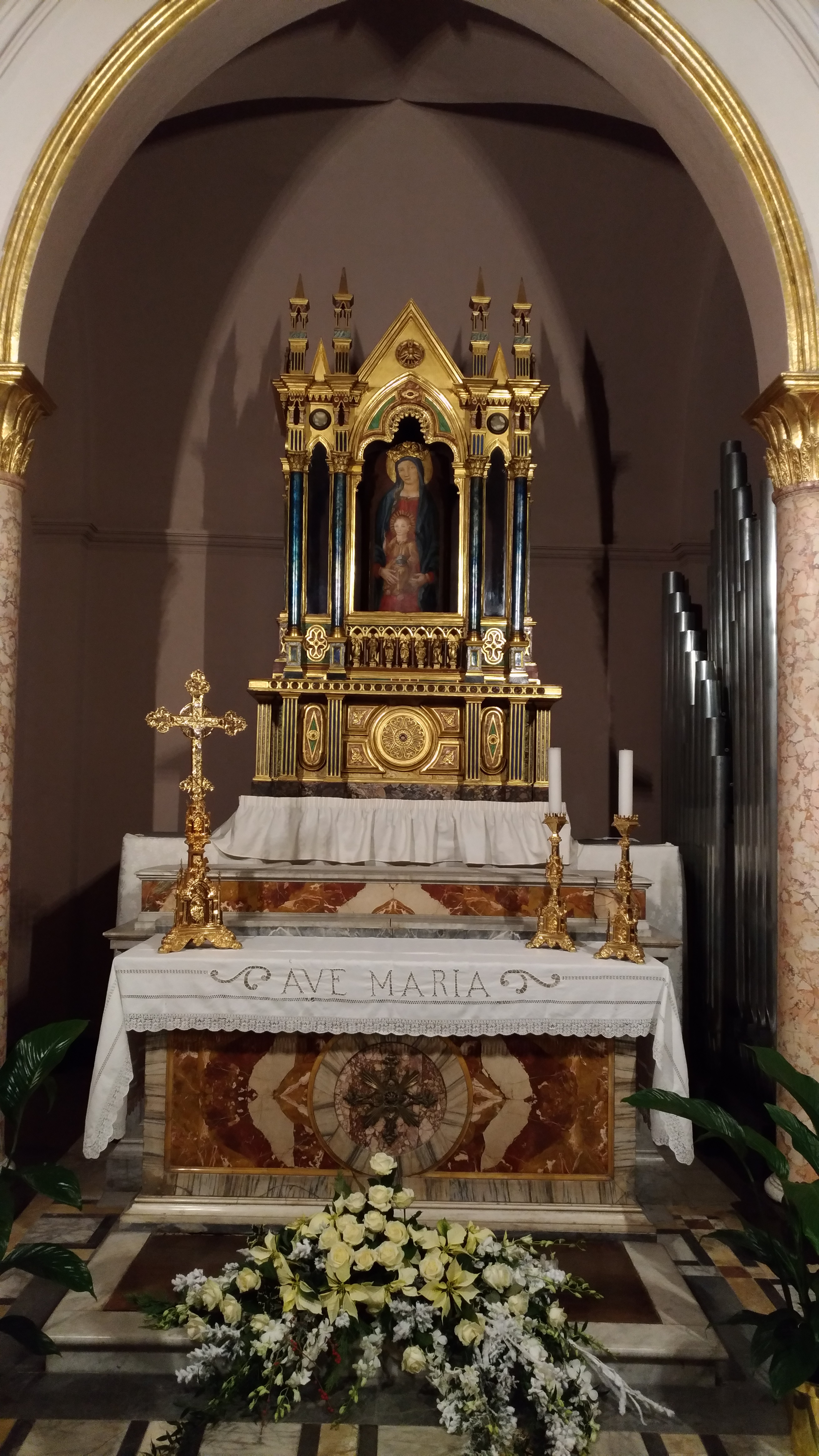
La cappella della Madonna della Libera

Particolarmente venerata è l'effigie della Madonna della Libera, affresco del XIV secolo in origine collocato sulla prima semicolonna di sinistra della navata centrale, trasferito nel 1852 nella cappella in fondo alla navata di sinistra (ristrutturata per l'occasione) con il blocco semicircolare che ne è il supporto. Riprende il modello della Madonna di Costantinopoli, ma lo reinterpreta conferendo dolcezza alle figure.

### Altre opere
Di notevole interesse il tabernacolo rinascimentale, opera marmorea del Quattrocento, costituito da una nicchia absidata sormontata da un timpano, e decorata con la tecnica dello stiacciato. Nella terza cappella troviamo una tela di Filippo Balbi del 1869 raffigurante San Francesco di Paola e il beato Andrea Conti. 
Vicino alla scala del campanile sono i resti di un affresco tardo gotico raffigurante una Madonna in Trono con san Leonardo.
L'organo a canne è situato entro una nicchia alla destra dell'altare maggiore, con corpo nella cappella della Madonna della Libera; dispone di tre manuali e pedale ed è frutto di un ampliamento operato in vista del Giubileo del 2000 su uno strumento precedente.